# Strangehold
«Strangehold» es una canción compuesta por el músico británico Paul McCartney y publicada en el álbum de estudio de 1986 Press to Play. Coescrita con el exmiembro de 10cc Eric Stewart, la canción fue publicada como sencillo en formato 7" exclusivamente en el mercado estadounidense, donde alcanzó el puesto 81 en la lista Billboard Hot 100.

## Lista de canciones
Todas las canciones compuestas por Paul McCartney y Eric Stewart.
1. «Strangehold» (3:37)
2. «Angry» (4:05)